# Волдо (Мен)
Волдо (англ. Waldo) — місто (англ. town) в США, в окрузі Волдо штату Мен. Населення — 795 осіб (2020).

## Демографія
Згідно з переписом 2010 року, у місті мешкали 762 особи в 332 домогосподарствах у складі 219 родин. Було 373 помешкання
Расовий склад населення:
| - 96,9 % — білих - 0,8 % — корінних американців - 0,4 % — азіатів - 0,3 % — чорних або афроамериканців - 0,1 % — вихідців з тихоокеанських островів |

До двох чи більше рас належало 1,4 %. Частка іспаномовних становила 0,9 % від усіх жителів.
За віковим діапазоном населення розподілялося таким чином: 19,3 % — особи молодші 18 років, 67,8 % — особи у віці 18—64 років, 12,9 % — особи у віці 65 років та старші. Медіана віку мешканця становила 42,9 року. На 100 осіб жіночої статі у місті припадало 109,3 чоловіків;  на 100 жінок у віці від 18 років та старших — 103,6 чоловіків також старших 18 років.
Середній дохід на одне домашнє господарство  становив 52 079 доларів США (медіана — 44 076), а середній дохід на одну сім'ю — 59 263 долари (медіана — 51 875). Медіана доходів становила 37 917 доларів для чоловіків та 41 786 доларів для жінок. За межею бідності перебувало 15,6 % осіб, у тому числі 17,5 % дітей у віці до 18 років та 18,3 % осіб у віці 65 років та старших.
Цивільне працевлаштоване населення становило 413 осіб. Основні галузі зайнятості: освіта, охорона здоров'я та соціальна допомога — 23,5 %, виробництво — 20,1 %, фінанси, страхування та нерухомість — 12,3 %, мистецтво, розваги та відпочинок — 10,2 %.